# Enakopisnica
Enakopísnica (s tujko homográf) je beseda, ki se enako črkuje in izgovarja kot katera druga beseda, a ima drugačen pomen.
Zgled:
- prst (del roke) in prst (zemlja)